# ジャスミン米

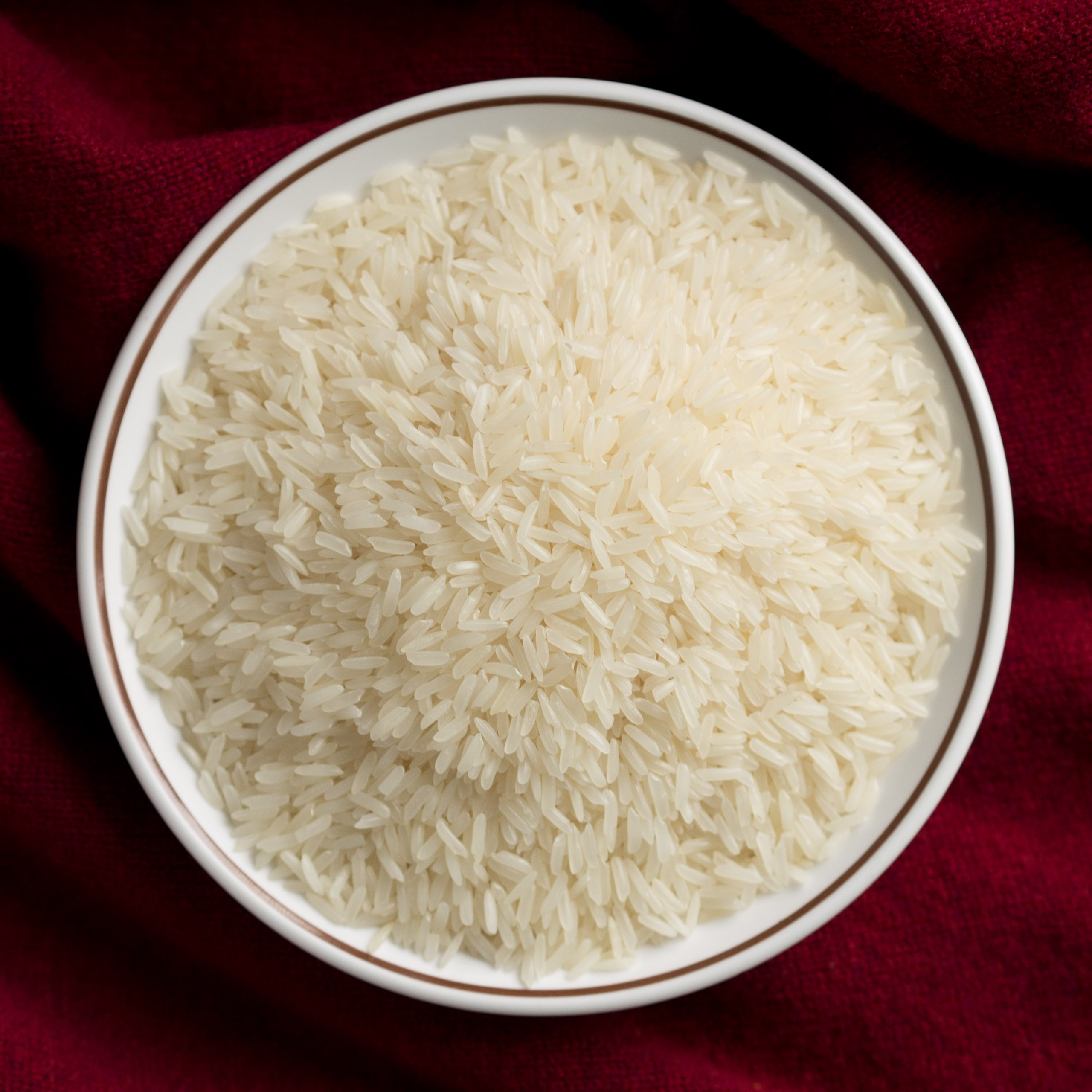
未調理のジャスミン米の粒

ジャスミン米（ジャスミンまい）、ジャスミンライス（英: Jasmine rice）、またはカーオ・ホーム・マリ（泰: ข้าวหอมมะลิ、RTGS: Khao hom mali; タイ語発音: [kʰâːw hɔ̌ːm malíʔ]、カオホンマリとも）は、長粒種の香り米の一品種である。

## 概要
タイ語で「カーオ」は「米」、「ホーム」は「良い香り」、「マリ」は「ジャスミン」を意味する。パンダン（Pandanus amaryllifolius）やポップコーンを思い起こさせるその香りは、イネが自然に産生する芳香化合物群から来ており、その中で2-アセチル-1-ピロリンが最も際立っている。典型的な包装と貯蔵では、これらの芳香化合物は数か月以内に消失する。このように香りがすばやく失われるため、多くの東南アジア人と通は毎年新たに収穫された新米を好む。
ジャスミン米はイネ Oryza sativaの品種である。「ジャスミン」という名称は（「香り」ではなく）ジャスミンの花のように白いこの米の「色」を指している。
ジャスミン米は主にタイ、カンボジア（angkor kra'oupまたはカンボジア・ジャスミン米と呼ばれる）、ラオス、南ベトナムで栽培されている。調理するとその食感はしっとりとして柔らかく、わずかに甘い風味を持つ。調理すると粒はくっつき、いくぶん粘り気があるものの、アミロペクチン含量が少ないためもち米（Oryza sativa var. glutinosa）よりもねばりは小さい。米国産の長粒種に比して粘り気は3分の1程度である。
ジャスミン米の収穫では、長い茎が切られ、脱穀される。ジャスミン米は次に籾と呼ばれる殻が付いた状態で置かれ、外皮を除去して玄米とするか、精米して胚芽、糠の一部または全部を取り除いて白米とする。
ジャスミン米の正式な品種名はKhao Dawk Mali 105（KDML105）である。KDML105の2004年の収穫量（籾）は約9.4百万トン、作付面積は4.3百万ヘクタールだった。

## 歴史
1945年、香り米の優れた品種がチョンブリー県Lam Pradoo郡の農家によって発見され、チャチューンサオ県バーンクラー郡で香り米の穂199本が純系選択のために収集された。
1959年、白色の純系品種ドークマリ4-2-105（Dawk mali 4-2-105、106番目の穂）が品種登録された。この品種は一般にカオドークマリ105（Khao Dawk Mali 105; KDML105）と呼ばれる。
日本においてはタイ料理の普及により本格的な味が求められるようになったことで、ジャスミン米の輸入量の増加につながった。また、2024年の米騒動により、家庭で日本産のコメの代替として利用したり、外国料理のレストランが日本産のコメから切り替える形で需要が伸びた。

## 種類
タイ・ジャスミン米とカンボジア・ジャスミン米は共通点が多く、タイ東北部-カンボジア国境の両側に隣接した地域で主に栽培されている。カンボジア・ジャスミン米はカンボジアで栽培され、白米または玄米に加工される。特徴のあるカンボジア・ジャスミン米の品種としてはphka rumduol、phka romeat、phka rumdengがある。18種類のマーカーを使って行われた最近のDNAフィンガープリント分析では、これら3品種全てが18の既知の香り対立遺伝子を有していることが示された。1品種（phka romeat）は18のマーカー全ての位置がタイ・ジャスミン米と同一であった。2品種（phka rumduolおよびphka rumdeng）はタイ・ジャスミン米と17のマーカーの位置が合致し、1つのマーカーの位置が異なっていたことから、カンボジア固有品種であることが示された。
ジャスミン米は、ラオスと南ベトナムで栽培されているものの、主要な品種ではない。ラオスではもち米、ベトナムでは通常のうるち米が主である。
タイ産のタイ・ジャスミン米は細い形状をしている:12-13。タイ・ジャスミン米には白米と玄米がある。北米およびヨーロッパに海外輸出されるジャスミン米の大多数はタイ・ジャスミン米であり、少量がベトナムから輸出される。タイでは、スリン県、ブリーラム県、シーサケート県のみが高品質のジャスミン米を生産できると考えられている。

### 白米

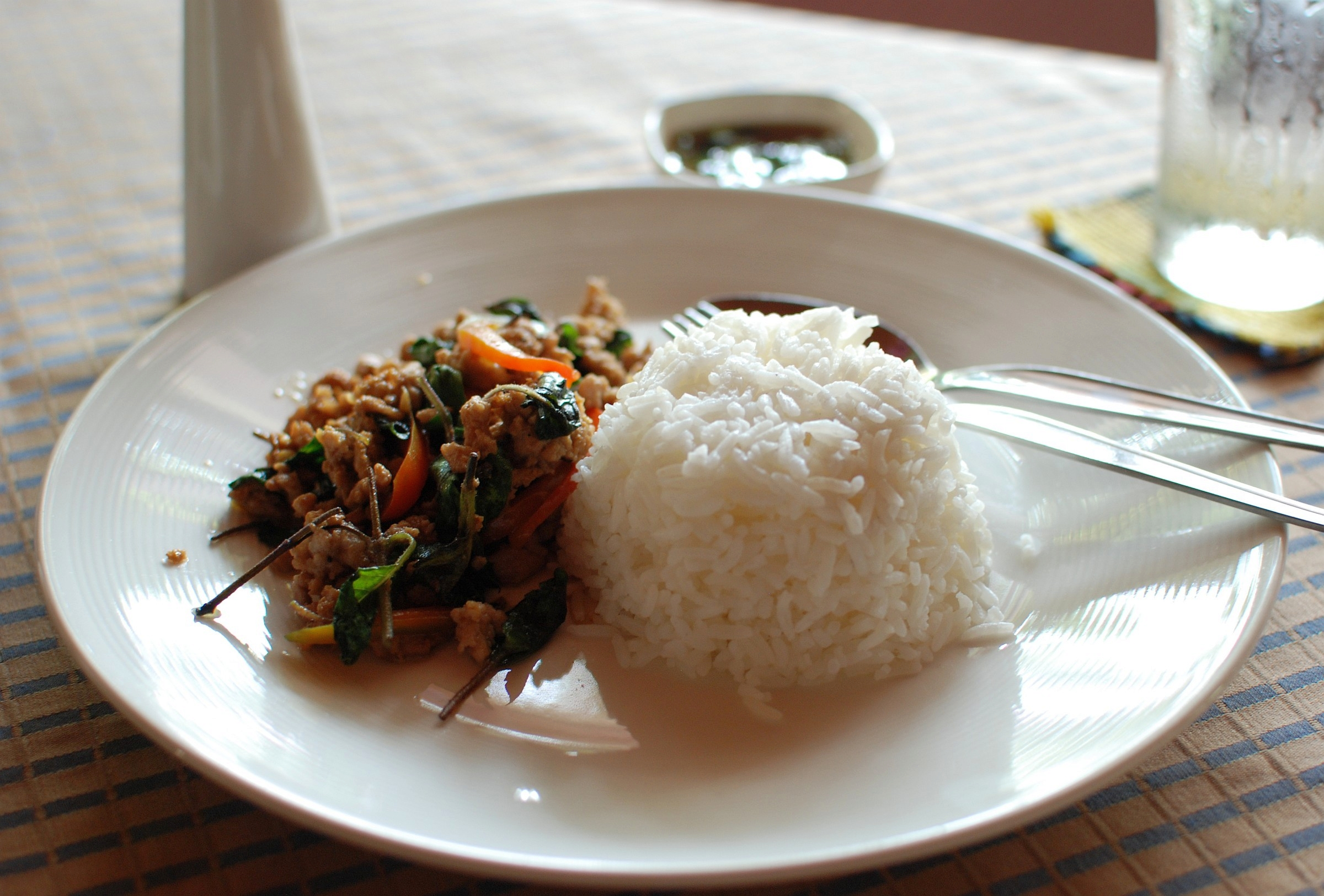
パッガパオ（豚挽肉のバジル炒め）と蒸しジャスミン白米

ジャスミン米の白米は調理するとわずかにねばねばした食感となる:8-13。香りの主な原因は2-アセチル-1-ピロリンである:8-13。

### 玄米
ジャスミン米の玄米は糠の層を保持している。糠があるため、白米よりも健康効果が大きい。ジャスミン玄米はエンバクのような香りを持ち、血管内のコレステロールを減少させうるγ-オリザノール類を含有する。ジャスミン玄米はビタミンA、ビタミンB、β-カロテンといったビタミン類を含み、また抗酸化物質を含む。

### グリセミック指数
ジャスミン米のグリセミック指数は68–80である。グリセミック指数が70以下の食品は吸収がより遅く、摂取後の血糖値の急上昇が抑えられるため、糖尿病食として好まれる。全ての米が高いグリセミック指数を持つわけではない。例えば、バスマティ米は59と比較的低いグリセミック指数を持つ。しかしながら、米はそれだけで食べられることはまれである。大抵はグリセミック指数を20-40パーセント低下させるその他の食品と一緒に食される。

## 料理での利用
蒸したジャスミン米はいため物や、焼いたり、揚げたり、蒸し煮にした食品と一緒に食べたり、スープに入れて食べたりするのに理想的である。加熱し過ぎると柔らかくふやけ過ぎるため、焼き飯（チャーハン）に使うのはうまくいかないことが多い。より経験豊かな料理人は、焼き飯を作るためにまず米を冷やしてから使う。

## 表彰
マカオで開催された2017世界コメ会議（World Rice Conference）において、タイのhom mali 105（ジャスミン米）がその他21の出品品種を破って世界一のコメとなった。タイは3品種をこの競技会に出品していた。タイ・ジャスミン米がこの栄誉を勝ち取ったのは過去9年間で5度目であった。この競技会の審査員はマカオのレストランのシェフらが務めた。審査基準は味と粒の形状であった。カンボジアが2位、ベトナムは3位だった。